# 定难军节度使
定难军節度使，又称夏绥節度使，是唐朝在今中国西北地区设置的節度使。唐德宗贞元中（785—805年）置夏州节度使，治夏州（今陕北靖边县白城子），为朔方节度使辖地所分的京西北八镇之一。881年，党项首领拓跋思恭在此据地自立，成为西夏的渊源。

## 歷任節度使

### 唐
1. 韩潭（787－798年）
2. 韩全义（798－805年）
3. 杨惠琳（805－806年）
4. 李演（805－806年，未任）
5. 李（806－811年）
6. 张煦（811－813年）
7. 田缙（813－819年）
8. 李听（819－820年）
9. 李祐（820－824年）
10. 傅良弼（824－828年）
11. 李寰（828－830年）
12. 董重质（830－832年）
13. 李昌言（832－836年）
14. 刘源（836－838年）
15. 高霞寓
16. 米暨（844－846年）
17. 李业（847－849年）
18. 崔瑨（849－851年）[1]
19. 李福（851－854年）
20. 郑助（854－857年）
21. 田在宾（857年－859年或862年）
22. 楚国夫人婿（862年）
23. 李宴元（865－869年）
24. 胡某（咸通年间）
25. 李玄礼（乾符年间）
26. 诸葛爽（880－881年）
27. 拓跋思恭（881－886年，赐姓李）
28. 李思谏（886－895年）
29. 李成庆（896－900年）
30. 李思谏 第二次接任（？－908年）

### 五代
后梁至後唐
1. 李彝昌（908—909年）
2. 李仁福（909—933年）

後唐至後周、宋
1. 李彝超（933—935年）
2. 安从進（933年，未實際就任）
3. 李彝興（935—967年）

### 宋
1. 李光睿（967－978年）
2. 李繼筠（978－980年）
3. 李繼捧（980－982年，988—994年）

### 契丹（遼）
1. 李繼遷（982－1004年）
2. 李德明（1004—1032年）

### 宋
1. 趙德明（1006－1032年）
2. 趙元昊（1032－1038年）

## 辖境
- 夏州（治今陕西靖边北），首府
- 新宥州（治今内蒙古南边缘与陕北交界处）
- 银州（治今陕西榆林）
- 绥州（治今陕西绥德）
- 静州（治今陕西米脂）

### 引用
1. ↑  按照墓志記載，當由鄭助接替崔瑨，韋輅墓志：故貂蟬、清河公瑨擁節夏臺，早知器能，延在賓府。及崔公入拜，滎陽公助受代焉。